# Lenguas chumash
Las lenguas chumash es una familia lenguas que fueron habladas en el sur de la costa de California (desde San Luis Obispo hasta Malibú), en las regiones vecinas (Valle de San Joaquín) y en tres islas cercanas (San Miguel, Santa Rosa y Santa Cruz).
Esta familia está actualmente extinta. El último hablante de una lengua chusmash fue Mary Yee, quien murió en 1965 y hablaba barbareño.

## Clasificación

### Clasificación interna
Esta familia consta de 6 lenguas:
I. Chumash del norte
1. Obispeño (†)
II. Chumash del sur
a. Chumash insular
2. Isleño (†)
b. Chumash central
3. Purisimeño (†)
4. Ineseño (†)
5. Barbareño (†)
6. Ventureño (†)

### Relaciones con otras lenguas
Roland Dixon y Alfred L. Kroeber sugirieron que las lenguas Chumash podían estar relacionadas con el geográficamente cercano idioma salinero, y llamaron a esta unidad filogenética propuesta iskomano. Edward Sapir consideró razonable dicho parentesco e incluyó el iskomano en su clasificación de las lenguas hokanas.
Más recientemente se comprobó que el salinero y las lenguas Chumash no comparten léxico más allá de algunos préstamos, que las lenguas Chumash probablemente tomaron del salinero. Como resultado, la inclusión del Chumash en el grupo hokano ahora se considera menos probable por parte de los especialistas, y el consenso más extendido es que el Chumash es una pequeña familia aislada.

## Descripción lingüística

### Fonología
Las lenguas chumash son conocidas por su armonía consonántica (armonía de sibilantes regresiva).

### Comparación léxica
Los numerales en diferentes lenguas chumash son:
| GLOSA | Obispeño     | Santa Cruz | Barbareño | PROTO- CHUMASH |
| ----- | ------------ | ---------- | --------- | -------------- |
| '1'   | tsuxumu      | ismala     | paka      | *              |
| '2'   | ecin         | isxum      | ickomo    | *i-c͡çumu       |
| '3'   | mica         | masex      | masex     | *mɨsex         |
| '4'   | paksi        | ckumu      | ckumu     | *-c͡çumu        |
| '5'   | tiyewi       | sit-isma   | yit-paka  | *t͡ʃit+1        |
| '6'   | ksua-sya     | sit-isxum  | yit-ckomo | *t͡ʃit-c͡çumu    |
| '7'   | kcua-mice    | sit-masex  | yit-masex | *t͡ʃit-mɨsex    |
| '8'   | ckomo        | malawa     | malawa    | *              |
| '9'   | cumo-tcimaxe | spa        | tspa      | *              |
| '10'  | tuyimili     | ka-ckumu   | kel-ckomo | *kal-c͡çumu     |